# Cabera rufofasciaria
Cabera rufofasciaria är en fjärilsart som beskrevs av John Henry Leech 1897. Cabera rufofasciaria ingår i släktet Cabera och familjen mätare. Inga underarter finns listade i Catalogue of Life.